# アミバ
アミバは、漫画『北斗の拳』に登場する架空の人物。

## 人物
元南斗聖拳の修練者にして北斗神拳の非正統の使い手。
自身をどんな拳法でも誰よりも早く習得できる「天才」だと称する。しかし、どこからも奥義を授けられることはなく、トキの評判を落とすため、彼に変装して悪事を行っていた。
自分が天才であることを誇示する、その自信過剰な性格をうかがわせる台詞を多数発しており、最期まで自分を「天才」と信じて疑わなかった。
かつては、レイと共に南斗聖拳を学んでいた男であり、『蒼黒の餓狼 -北斗の拳 レイ外伝-』ではレイと共にロフウに師事し南斗水鳥拳の継承を争ったとされる。『天の覇王 北斗の拳ラオウ外伝』では流派北蛇鍼拳を自称している。
『銀の聖者 北斗の拳 トキ外伝』では、本編に加えてその悪辣さが浮き彫りとなり、ジャギの甘言もあってトキを貶めるために様々な悪行を働いている（老人の足を治そうとしたのも単に木人形を見つけただけに過ぎず、失敗した後はそのまま悪態をついて見捨てていた。また、トキに叩かれた報復とばかりにZEEDをけしかけて奇跡の村を蹂躙させようとしたが、トキと村人たち、さらにはたまたま村にいたジュウザに阻まれて失敗に終わっている）。作中では奇跡の村を襲った盗賊を全滅させたエピソードも、実はアミバが仕組んだものとされており、村をある程度蹂躙させた後で口封じに全滅させるというのが計画したシナリオそのものであった。その直後に正体を看破した長老も抹殺し、トキの従者ラモを木人形（デク）にするため拘束した（ただし、この時ラモや長老と同じく自分の正体に気付いたルカを取り逃がしてしまったため、トキになりすましていたことがケンシロウやレイに発覚する遠因となってしまう）。
外伝漫画『北斗の拳外伝 天才アミバの異世界覇王伝説』では主人公を務める。

## 来歴
「奇跡の村」で北斗神拳を医術に応用して病人の治療を行なうトキの評判を聞き、自分も同様のことができると老人の足に秘孔治療を行なうが、失敗した所をトキに発見される。制止する際にトキに顔を軽くぶたれた上に生兵法を咎められ、自尊心を傷つけられたアミバは、トキに対し異常なまでの恨みを抱く。しかしトキとの力の差が大きいことも悟ったため、彼になりすまして悪事を働き、罪と悪名をなすりつけようと企む。後に拳王ことラオウの部下として働いていたことが判明したが、ラオウの命令だけでなく、トキに対する恨みもアミバの行動の動機となっていた。
トキを騙り、「奇跡の村」の村人たちを木人形（デク）と呼び実験台にし、新秘孔究明のための研究を続けており、「木人形（デク）狩り」と称して近隣からも民を拉致していた。
北斗四兄弟末弟にあたるケンシロウをして、トキと信じ込ませたほどに彼の身体的特徴である傷跡を再現した完璧な変装を果たし、また付焼刃ながらに北斗神拳を「この技の切れは、トキ!」と思わせるほど巧みに使いこなすなど、「模倣の才覚」という点で天賦のものがあった。
闘いの序盤こそ再現度の高い北斗神拳でケンシロウを苦戦させたが、ケンシロウが兄としてのトキへの遠慮をなくしたことから次第に不利になっていく。これに対し、女性を盾にする卑劣な作戦に出てケンシロウに秘孔戦癰を突き、体を不動にすることに成功する。その後レイが現れ、トキが偽者であることを伝えるとケンシロウの怒りが爆発、奥義「秘孔封じ」で反撃され、立場は一気に逆転。さらには、本物のトキだと信じていた部下たちにも見捨てられる。
最期はアミバ流北斗神拳をもって巨大化して反撃を試みるが失敗し、両手の指（アニメでは手全体）が膨張して破裂し体も萎んでいく。指がなくなったことで秘孔を突けなくなり、必死の命乞いも叶わず、北斗神拳奥義「残悔積歩拳」を受けて後ろ向きに歩かされた先で高層ビルから転落すると同時に肉体を四散させて死亡する。断末魔は「うわらば」（アニメでは「拳王様〜！」）。
原作やアニメでは秘孔による爆死だったが、『真・北斗無双』では転落死である。
死後、かつてアミバの部下であった男が拳王軍長槍騎兵隊長のヤコブ（アニメオリジナルキャラクター）に、「アミバの部下だった」と伝えるが、「アミバ? 誰だそりゃあ!?」と言われている。

## 声優
トキと一人二役のキャストは太字で表記。
- 土師孝也 - テレビアニメ版、世紀末救世主伝説、パチスロ（4号機）、『激打』シリーズ（『3』以降）、CR北斗の拳（2005年）
- 佐々木誠 - パンチマニア
- 堀内賢雄 - パチンコ（2008年以降）、パチスロ（5号機以降）、『LEGENDS ReVIVE』
- 興津和幸 - PSP版『天の覇王』
- 関智一 - 『北斗無双』シリーズ、『DD北斗の拳』シリーズ

土師孝也が演じたテレビアニメ『北斗の拳』放映時では、エンドクレジットでは最後まで「トキ」として表記されており、土師は後にそのまま本物のトキの声も継続して担当することになった。土師が演じたアニメ版のアミバは、本物のトキと同じ口調で喋っていたが、後年の『世紀末救世主伝説』以降の作品では、口調を変えて両キャラクターを演じ分け、渋いトキに対してアミバは鼻にかかった声色になり、より両者の区別が明確なものになった。

## その他
- サミーから発売されているパチンコ・パチスロでは、ケンシロウの敵としては最弱であり、対戦が確定した時点で勝利（大当たり濃厚）という役割で登場。アミバのシルエットが現れる演出では、大抵は逃走するパターンとなるが、大当たり濃厚パターンとして対戦、本物のトキ、ラオウという分岐が存在する。ただし、2008年のパチンコではアミバと戦っても大当たり濃厚とはならないケースが存在する。それは通常時のアミバリーチで、後半に発展する事でようやく大当たり濃厚となる（そのためカットインは前半に挿入される）。
- 2010年10月にはレッカ社編著・PHP研究所発行による『アミバ天才手帳 2011 ん!? スケジュールをまちがったかな…』が発売された。手帳の1ページごとにアミバの台詞が入るなどの仕様となっている。
- 『北斗の拳』の連載35周年を記念して行われた人気投票「北斗の拳 国民総選挙」では、第10位にランクインしている。